# Ламия (крепост)
Крепостта Ламия (на гръцки: Κάστρο Λαμίας) е издигната от франките след превземането на Константинопол през 1204 г. на хълма на древния акропол на Ламия. Тя е една от общо четирите стратегически средновековни крепости на франките, респективно наследилите ги каталунци (в Средновековна Гърция), заедно с Ливадия, Салона и Бодоница.  Средновековната крепост доминира от скалистия хълм над околността с гледка към Равеника и върховете на Ета, Калидромо, Отрис, Парнас, Гиона и малиакския залив.  Ламийската крепост е охранявала през средновековието подстъпът към Средновековна Гърция, а следващата я Бодоница – подстъпът към Термопилите.
Предходната история на укреплението съществувало на мястото на запазилата се до днес крепост на франкократията датира от V век пр.н.е. и продължава до Втората световна война. От средата на IV век пр.н.е. (заради което избухва ламийска война) Ламия е под властта на Древна Македония. 
През 869 – 870 г. укреплението се появява в историческите източници като Зейтуни. През 1204 г. преминава в ръцете на франките, които основават около крепостта Баронството на Зетунио. Укреплението се споменава за първи път като крепост в писмо на папа Инокентий III в началото на XIII век. 
През 1218 г. Зейтуни е окупиран от силите на Епирското деспотство под предводителството на Константин Комнин Дука, дук на Навпакт и брат на епирския деспот Теодор I Комнин Дука. От 1264 г. Зейтуни е част от полунезависима Тесалия (или „Велика Влахия“), чийто владетел е Йоан I Дука, резидиращ в Ипати („Нова Патра“). През 1275 г. Йоан I е удостоен с титлата „севастократор“ в опит да бъде подчинен, но това не дава резултат и византийският император Михаил VIII Палеолог изпраща армия срещу него и го обсажда в Тива. Йоан успява да избяга от обсадената Тива и моли за помощ херцога на Атина Жан дьо Ларош, който се отзовава и заедно с кумани и туркопули и отблъсква византийската армия. За благодарност Йоан дава в зестра крепостта Зейтуни на бъдещия си франкски зет. От 1275 г. крепостта Зейтуни е част от Атинското херцогство. 
Атинското херцогство е окупирано през 1311 г. след битката при Кефис (Алмирос) от каталунската компания. Зейтуни остава територия на Атинското херцогство, но под каталунски контрол. От 1446 г. е османски и за разлика от останалите франски и каталунски замъци запазва значението си в Османската империя за контрол над региона, заедно с крепостта Трикала. 